# Шамба, Марина Николаевна
Марина Николаевна Шамба (абх. Шамҧҳа Марина Николай-иҧҳа) (8 марта 1952, Гагра, Абхазская АССР) — художественный руководитель органного зала г. Пицунды, первая абхазская органистка, солистка Абхазской Государственной филармонии, народная артистка Республики Абхазия.

## Биография
Выпускница Тбилисской консерватории по классу фортепиано (педагоги проф. А. Г. Васадзе, затем проф. Н. Д. Тавхелидзе), концертмейстер Абхазской Государственной филармонии.
В декабре 1987 года она успешно завершила учёбу в Московской консерватории по классу органа. Все эти годы Марина мечтала, чтобы в органной музыке зазвучали родные мелодии.
В итоге, Марина Невская и Елена Бутузова с воодушевлением переложили для органа несколько песен и мелодий: абхазскую колыбельную «Шьишь-нани» композитора И. Лакрба, где звучит тема махаджирской трагедии абхазов — исхода со своей исторической родины; народный шедевр — «Песнь ранения», которую в старину пели раненому, вынося его с поля сражения на носилках из переплетенных мечей, покрытых буркой, а затем и у постели страдающего или умирающего воина для поднятия его духа; «Песнь о скале» с её драматизмом и бурей страстей, а также посвященную М.Шамба «Маленькую рапсодию» Е.Бутузовой, куда наряду с другими были включены танцевальные напевы и лейтмотив абхазской свадебной песни.
Сюиты на темы абхазских народных песен впервые прозвучали на родине летом 1987 года на концерте Марины Шамба в Пицунде. Тогда ей ассистировал, приехавший из Москвы талантливый органист, ныне Заслуженный деятель искусств РФ, солист Барнаульской филармонии, кандидат педагогических наук, зав. кафедрой искусств Барнаульского Педагогического Госуниверситета Сергей Будкеев. Именно на этом концерте, наряду с произведениями великих композиторов, абхазские любители музыки слушали и свою национальную, исполнявшуюся на органе. Марина Шамба сыграла их и на сольном органном концерте в январе 1988 года в Малом зале Московской консерватории, где впервые в его истории прозвучала абхазская музыка.
Вернувшись из Москвы, М.Шамба включилась в коллектив пицундских органистов, став солисткой Абхазской государственной филармонии. Ещё в бытность её учёбы в Московской консерватории, в письме Министерству культуры Абхазии от 28 мая 1986 г. с просьбой о продлении аспирантуры Л. И. Ройзман писал: «М. Шамба, обладая отличными данными, является тонким музыкантом и будет ценным для республики, первым и единственным в настоящее время национальным кадром в области органной музыки».

## Звания и премии
- 2004 — Орден «Ахьдз-Апша» («Честь и слава») III степени.
- 2007 — Народная артистка Республики Абхазия